# Кайтоярви
Ка́йтоя́рви (фин. Kaitajärvi) — пресноводное озеро на территории Лоймоланйоки Республики Карелии.

## Физико-географическая характеристика
Располагается на высоте 78,0 метров над уровнем моря.
Форма озера продолговатая: оно вытянуто с северо-запада на юго-восток. Берега каменисто-песчаные, преимущественно возвышенные.
Через озеро течёт река Лоймоланйоки, впадающая в реку Тулемайоки.
С северо-запада Кайтоярви соединено с озером Ораваярви, в которое впадает река Ораваоя.
Острова на озере отсутствуют.
Вдоль юго-западного берега озера проходит просёлочная дорога, проходит автодорога местного значения, лесовозная дорога.
Населённые пункты вблизи водоёма отсутствуют.
Название озера переводится с финского языка как «узкое озеро».

## Панорама

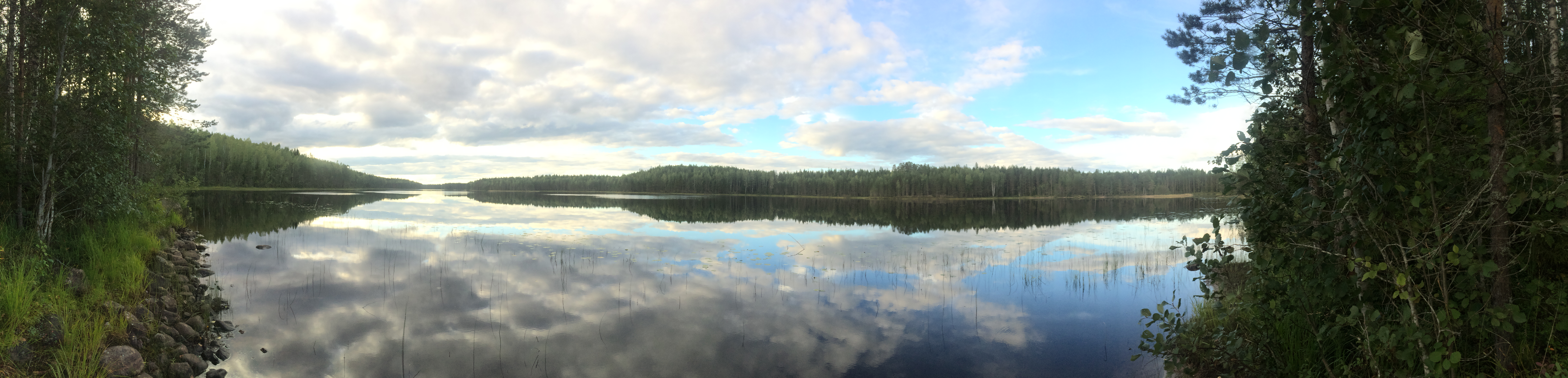
Панорама